# Мамут, Евгений Шамаевич
Евгений Шамаевич Мамут (англ. Eugene Mamut) — советский и американский специалист по кинематографическим спецэффектам, аниматор, лауреат кинопремии «Оскар».

## Семья, детство, образование
Родился 9 июля 1942 года в Ташкенте. 
Родители и сестра переехали в США в 1977 году, куда через год переезжает семья Е. Мамута.
- 1949—1959 — учёба в школах № 95, № 48, № 9 г. Харькова
- 1959—1961 — Токарь 4 разряда на экспериментальном заводе ХПИ .
- 1961—1963 — учёба в Харьковском строительном техникуме по специальности техник-электрик
- 1963—1967 —  Служба в армии: Тихоокеанский флот. Остров Российский. Матрос – главный старшина.
- 1967—1970 — Кафедра ДПМ (Динамика и прочность машин ХПИ ). Получил 2 авторских свидетельства от Патентного бюро за новый способ измерения неэлектрических величин.
- 1971 — Диплом инженера-электрика (ХПИ).
- 1970—1978 — Киностудия ХПИ. Инженер. Создал мультстанок и разрабатывал технологию для съемки под микроскопом.

## Личная жизнь
В 1996 году женился на известном графике и мастере мультипликации Ирине Борисовой.

## Киностудия
Народная киностудия Харьковского политехнического института начала свою творческую деятельность в 1957 году под руководством сначала Владимира Петровича Зубары, а позже с 1965 года ― Аркадия Михайловича Фаустова.
После окончания политехнического института Евгений Мамут работал на киностудии, где находилась профессиональная аппаратура, на которой харьковчане создавали экспериментальные анимационные фильмы.
Мультстанок изготовили, переработав прибор для аэрофотосъемки, а за целлулоидом пришлось ехать в Москву в студию «Союзмультфильм». Так, анимационный фильм "Тум-тум" (1972) режиссера Евгения Мамута и художницы, будущей жены Ирины Анатольевной Борисовой был создан на целлулоиде, который использовался для изготовления российского сериала "Винни-Пух" режиссера Федора Хитрука. На студии для изготовления анимации собирается коллектив: А. Голубчик, Е. Малинов, А. Ярмолюк, В. Столбовой, А. Гордеев, Л. Перетяченко, Ю. Ганцевич.
Е. Мамут в 1977 году участвовал в создании анимации со вставками батика «Носорог» по стихам Б. Заходера. Молодая группа аниматоров не только производила классическую анимацию, но и проводит эксперименты в новых методах мультипликации, в частности, стереографии и электронной анимации.

## Работа в экспериментальных техниках
Стереоанимация	
В 1973 году на студии Евгений Мамут с коллегами производит стереографическую кукольную анимацию с игрой живого актера «Ванька-Встанька» на цветной пленке — первую художественную стерео-анимацию в СССР. Презентация фильма состоялась в Киеве с красно-зелеными 3D-очками. В отличие от голографии, стереокинематограф остается зрелищем плоских, но количественно удвоенных изображений, снятых и рассмотренных по отдельности для правого и левого глаз. То есть, и в стереокино мы продолжаем смотреть плоское изображение, как и в обычном кинематографе, но только снято для каждого глаза в отдельности. 
Компьютерная анимация
Первая художественная анимационная лента со вставками компьютерной мультипликации в СССР сделана харьковскими политехниками – на собранном местным умельцем первом компьютере, способном рисовать.
В 1975 году появилась мысль сделать художественную анимацию со вставками компьютерной графики. Для этого использовали устройство графического взаимодействия «Интограф-2» М. С. Безродного, «работающий совместно с ЭВМ и предназначенный для оперативного отображения результатов решения задач в виде чертежей, графиков, схем, а также для корректировки выведенных изображений в режиме диалога человека с ЭВМ». Так возникла анимация «Рисит ЭВМ. Азбучная истина» на стихи Б. Заходера. 

## Переезд в США
Евгений Мамут эмигрировал из Харькова в США в 1978 году. В Харькове его считали «изменником и врагом народа», поэтому в 80-х годах XX века для демонстрации работ Киностудии ХПИ имя Евгения Мамута вырезали из титров. 
Тем временем, прибыв в Нью-Йорк, Евгений Мамут стал работать в Компании EFX Unlimited — мыть пленку. Впоследствии ему доверили разрабатывать спецэффекты для фильмов «Голубая лагуна» (The Blue Lagoon) режиссера Рэндла Клайзера и «Кассандра» (Xanadu, 1980) Роберта Гринволда.
Е. Мамут вспоминает: «Моими коллегами были люди, известные сейчас всему миру: специалисты по визуальным эффектам Джол Хайнек и Джефф Клейзер».  
Впоследствии работал на R / Greenberg Associates Over Ladyhawke, 1985 (Ladyhawke, 1985), Zelig, 1983, грязные танцы, 1987), Daddy-Ghost (Ghost Dad 1990), «Parrit» (Prestator, 1987) и «Natural 2 «(Хищник 2, 1990). 1993-1995 гг. Джуксон Роузбош Ко. Нью-Йорк. 2-D компьютерная анимация.
В 1996 году Евгений Мамут переехал в город Ленокс, штат Массачусетс, где начал работать с компанией Mass.Illusion. Там он делал визуальные эффекты для фильмов "Звездный Десант" (Starship Troopers, 1997) и "Матрица" (The Matrix, 1999).
Также ему приходилось работать в условиях секретности. Например, Вуди Ален приносил коробку с негативами, подписанную «зимний проект» или «летний проект», и только в прокате можно было узнать к какому фильму готовились спецэффекты.

## Спецэффекты, автором которых является Евгений Мамут
"Эластик-эффект" ("The elastic effect ") Данный эффект был создан для рекламного ролика "Рено". Машина растягивается на повороте, как пружина, а другие объекты оставались неподвижными. Это достигнуто без компьютерной графики с помощью 1200 полосок-масок, которые в нужное время поочередно перекрывали кадр.
"Камуфляж-эффект" ("Camouflage effect") Данный эффект создает невидимость и прозрачность персонажа, которого о статике незаметно, а при динамике происходит только оплазменный намек на тело.
Именно этот эффект использовал режиссер Джон Мактирнан для фантастического боевика «Хищник» в 1987 году. «На компьютере „камуфляж-эффект“ делается через 10 минут, — говорит Е. Мамут, — но тогда компьютеров не было, и мне пришлось повозиться с невиданным по тем временам спецэффектом две недели. "Хищник" создавался на станке оптической печати, за который мой босс выложил миллион долларов! Это была рискованная инвестиция, учитывая, что пять лет спустя все уже делалось на компьютерах. Но за эти считанные годы станок окупил себя в десять раз». Данный спецэффект Евгений Мамут разработал вместе с Джоэлом Хайнеком.
«Батик-эффект» Данный эффект создан для анимации «Носорог» методом техники батика. Краска капает на шелк и расплывается, и ее в реальном времени снимает камера.

## Премии и награды
- 1962 Серебряная медаль ВДНХ в Москве за действующую модель электростанции с управляемыми предохранителями.
- 1982 г. премия «CLIO AWARD» за рекламу часов «Timex».
- 1987 год Евгений Мамут совместно с тремя своими коллегами получил премию «Оскар». Научно-техническая награда (Scientific and Engineering Award) за проектирование и разработку RGA/Oxberry Compu-Quad Special Effects Optical Printer для фильма «Хищник».

## Animagic
В 2002 году в курортном городе Ленокс (графство Беркшир, штат Массачусетс) Е. Мамут и И. Борисова основывают частный музей анимации, спецэффектов и искусства Animagic - Museum of Animation, Special Effects and Art (Lee, Massachusetts), где мастера проводят экскурсии и обучение азам мультипликации и комбинированных съемок  для людей в возрасте от 5 до 95 лет

## Е. Мамут в Украине
В 2012 году в рамках IV Международного фестиваля короткометражного кино «Харьковская сирень» выдающийся специалист по киноспецефектам дал мастер-класс по созданию визуальных спецэффектов. Евгений Мамут вместе с женой Ириной Борисовой оставил отпечаток руки на «Аллее славы» в Харькове, на которой уже поставили свои отпечатки Ален Делон, Жан-Поль Бельмондо, Милен Демонжо, Пьер Ришар, Богдан Ступка и многие другие звезды. В 2019-м году в рамках IV Международного кинофорума "Кинволна" (г. Тернополь) принял участие в премьерном показе документального фильма "Из Украины в Голливуд" (реж. Галина Николаевна Кувивчак-Сахно , Станислав Сукненко).

## Работы Е. Мамута
Евгений Мамут участвовал в создании 700 рекламных роликов и 40 фильмов
Мультфильмы	
- "Тум-Тум" (1972)
- «Ванька-встанька» (стереоскопический, 1973)
- «Азбучная истина» (компьютерный, 1975)
- «Носорог» (1978)
- Спецэффекты к фильмам	Редактировать
- Голубая лагуна / The Blue Lagoon (optical cameraman)
- Зинаду/ Xanadu (1980) (optical cameraman)
- Зелиг / Zelig (1983) (optical cameraman)
- Ох уж эта наука! Weird Science! (1985) (optical cameraman)
- 1985 - Леди-ястреб / Ladyhawke
- Хищник / Predator (1986) (optical cameraman)
- Грязные Танцы / Dirty Dancing (1987) (optical cameraman)
- Нью-Йоркские истории / New York Stories (1989) (optical cameraman)
- Маленькие монстры / Little Monsters (1989) (optical cameraman)
- Хищник 2/ Predator 2 (1990) (optical camouflage Superviser)
- Папа-призрак/ Ghost Dad [en] (1990) (optical cameraman)
- Звездный десант / Starship Troopers (1997) (Digital Compositor)
- Куда приводят мечты / What Dreams May Come (1998) (Digital Compositor)
- Матрица / The Matrix (1999) (Digital Compositor)
- Приложения к компьютерным играм	Редактировать
- Digital Video для компьютерных игр и DVD.
- Production Designer.
- Ocean Voyager (1995) обучающая игра на СD.
- The War in Vietnam (1995) интерактивный каталог всех карт, людей, действий, всех статей газеты New York Times, всех новостных роликов CBS за период Вьетнамской войны.
- Eric Kroll (1994) Fetish каталог.
- Look What I see (1996) Educational DVD от Metropolitan Museum of Art